# Veronica Micle
Veronica Micle, n. Ana Câmpeanu, (n. 22 aprilie 1850, Năsăud, Principatul Transilvaniei – d. 3 august 1889, Văratec, Agapia, Neamț, România) a fost o poetă română. A publicat poezii, nuvele și traduceri în revistele vremii și un volum de poezii. E cunoscută publicului larg în special datorită relației cu Mihai Eminescu.

## Biografie

Placa memorială de pe Biserica Bob din Cluj

Mormântul Veronicăi Micle la Văratec în 1968

A fost al doilea copil al cizmarului Ilie Câmpeanu, luptător în Revoluția de la 1848, care a murit înainte de nașterea fiicei sale, și al moașei Ana. După moartea soțului din anul 1849 Ana s-a mutat, împreună cu cei doi copii, la Târgu Neamț. Fratele Radu moare nu mult după aceea. În anul 1853 se mută la Iași, unde se și stabilesc.
După cursurile primare Veronica se înscrie la Școala Centrală de fete pe care o absolvă în 1863 cu calificativul „eminent”. La examenul de absolvire din comisie făceau parte, printre alții, Titu Maiorescu și Ștefan Micle, viitorul ei soț, atunci în vârstă de 43 de ani.
La 7 august 1864 are loc căsătoria Veronicăi cu Ștefan Micle, oficiată la Biserica Bob din Cluj. La data căsătoriei Ștefan Micle era profesor universitar, iar mai târziu a devenit rector al Universității din Iași.
În anii 1864 și 1865 Veronica participă, în calitate de martor, la procesul intentat de câțiva membri ai facțiunii politice liberale lui Titu Maiorescu, pe atunci profesor de gramatică și pedagogie la Școala Centrală de fete și președinte al Comitetului de inspecțiune școlar. I se impută „fapte scandaloase, ba chiar și romanse întregi”. Titu Maiorescu este în cele din urmă achitat, dar postura Veronicăi de martor al acuzării nu va fi uitată cu ușurință.
În anul 1866 se naște primul copil al soților Micle, Valeria, pe care mama ei o alinta „Greiere”, iar în 1868 se naște Virginia Livia, alintată „Fluture”.
În 1869 contribuie la înființarea și bunul mers al unei școli profesionale de fete, se implică în îndrumarea unor școli de fete din Iași și începe să fie activă în viața literară.
În primăvara anului 1872 face o călătorie la Viena alături de soțul Ștefan Micle care avea o întâlnire cu rectorul Universității din Viena, iar ea pentru un tratament medical (suferea de psoriazis), ocazie cu care îi este prezentat studentul Mihai Eminescu. Soțul pleacă de la Viena după trei zile, iar ea rămâne la tratament încă 6 luni. Tot în 1872 debutează în revista Noul curier român cu două scrieri în proză.
La 1 septembrie 1874 Eminescu e numit director al Bibliotecii Centrale din Iași. Va locui în Iași până în octombrie 1877, timp în care are cu Veronica o relație tumultuoasă.
În 1875 Ștefan Micle e îndepărtat de la conducerea Universității și numit director al Școlii de Arte și Meserii, în localul căreia s-a mutat împreună cu familia.
În timpul Războiului de Independență a fost soră de caritate, a făcut parte din „Comitetul central pentru ajutorul oastașilor români răniți” și i-a ajutat cu bani pe invalizi să se întoarcă pe la casele lor.
La 6 august 1879 moare soțul ei, Ștefan Micle. Urmează un lung șir de demersuri pe lângă oamenii politici ai vremii pentru a i se asigura, ei si fetelor ei, o pensie de urmaș (în ciuda promisiunilor, nici în 1883 forurile legiuitoare nu aprobaseră pensia). Rămasă văduvă Veronica reia legătura cu Eminescu. Cei doi încearcă, fără să reușească, să-și întemeieze o familie.
În 1886 Veronica locuiește la București, la fiica sa, Valeria, studentă la Conservatorul din București. Cealaltă fiică, Virginia Livia, îmbrățișează cariera tatălui său și devine profesoară de fizică la Botoșani. Veronica donează casa din Târgu Neamț, moștenită de la mama ei, Mănăstirii Văratec. 
La 3 august 1889 moare la Mănăstirea Văratec din cauza unei congestii cerebrale în urma otrăvirii cu arsenic. În ciuda surselor vremii care afirma că s-ar fi sinucis, aceasta a fost înhumată religios lângă bisericuța Sf. Ioan de la Văratec, lucru de care nu beneficiază persoanele care comit suicid.

## Opera literară
Debutează în 1872 în Noul curier român, sub pseudonimul Corina, cu două lucrări în proză: Rendez-vous și Plimbarea de mai în Iași. Majoritatea poeziilor sunt publicate în Convorbiri literare. Mai colaborează la Columna lui Traian, Familia, Literatorul, Universul literar. În 1887 apare volumul de poezii care cuprinde poezii originale, prelucrări după Théophile Gautier și Lamartine și aforisme.
În 2018 apare la Ediciones Rilke o antologie poetică în limba spaniolă.
Eminescu: „Cartea ei e veșnic nouă pentru mine … Ce frumoase versuri întâlnești în cărticica asta. Citește-le și o să vezi câtă dreptate am!”
Delavrancea considera volumul de poezii o palidă imitație a liricii lui Eminescu iar pe Veronica Micle „poet mic, neînsemnat, fără temperament, fără originalitate, fără chemare de a spune ceva pe lume”.
Iorga considera că viața și opera Veronicăi Micle „sunt ca una din acele drame antice, în care se cuprind trei piese deosebite, reprezentând cele trei faze ale aceleași acțiuni: greșeala, efectele ei înainte de expirare și pedeapsa”.
George Sanda: „Dramei creatorului neînțeles din erotica eminesciană, Veronica Micle i-a opus drama femeii neînțelese: pentru o astfel de femeie, dragostea nu este și condiția creației, ci numai a vieții; femeia care capătă conștiința personalității sale răzbună nu un sentiment jerfit, ci o viață pierdută.”

## Relația cu Mihai Eminescu
Eminescu a recunoscut de nenumărate ori în scrisorile și poeziile sale influența deosebită pe care Veronica a avut-o asupra sa. De exemplu, în ciorna scrisorii de condoleanțe la moartea lui Ștefan Micle, el scrie: „viața mea, ciudată și azi și neexplicabilă pentru toți cunoscuții mei, nu are nici un înțeles fără tine”. Sau în poezia Lumea îmi părea o cifră mărturisește că până când a întâlnit-o „n-aveam scop în astă lume, nici aveam ce să trăiesc”, pentru ca după aceea „începusem s-am în lume ceva ce plătea mai mult decât lumea”.
O descriere obiectivă a evoluției relației dintre ei se poate obține prin urmărirea cronologică a informațiilor din scrisorile lor și din textele manuscriselor eminesciene. Datarea poeziilor nepublicate și a ciornelor de scrisori este cea din Opere, Editura Academiei.

### Până în august 1879
Din Amintirile lui Ioan Slavici se cunoaște că după stabilirea la Iași în 1874, Eminescu frecventa salonul Veronicăi. În această perioadă scrisorile dintre cei doi au fost scrise în termeni ceremonioși.
Dintr-un concept de scrisoare a lui Eminescu către Veronica din 1876 aflăm că în tot acest timp el a iubit-o pătimaș de la distanță: „Doi ani de zile, doamnă, n-am putut lucra nimic, și am urmărit ca un idiot o speranță, nu numai deșartă, nedemnă.” În același text Eminescu scrie: „d-ta erai o idee în capul meu și te iubeam cum iubește cineva un tablou”. Dar Veronica hotărăște să ducă lucrurile mai departe: „După ce singură ai voit altfel și-ai făcut din visul meu un capriț al d-tale, nu mai putea rămâne astfel, pentru că nu sunt nici de 16 ani, nici de 70.” Ce anume a făcut Veronica pentru ca lucrurile să se schimbe între ei putem afla din aluziile conținute în altă ciornă de scrisoare din aceeași perioadă. Odată, când Ștefan Micle a trebuit să plece din Iași, Veronica i-a dăruit lui Eminescu o oră de intimitate și l-a lăsat să o strângă în brațe. Această întâmplare este confirmată și de însemnarea de pe fila 82 verso a textului poporan religios Amartolon sotiria ce-i aparținea lui Eminescu: „Ziua de 4/16 Fevr. 1876 a fost cea mai fericită a vieții mele. Eu am ținut pe Veronica în brațe, strângând-o la piept, am sărutat-o. Ea-mi dărui flori albastre pe care le voi ține toată viața mea.”
Jumătatea de an scursă de la îmbrățișarea din februarie până la următorul eveniment al legăturii lor a fost o perioadă de frământări continue. Acum Eminescu scrie foarte multe poezii care dovedesc zbuciumul din sufletul său: Iubind în taină, Eu număr, ah!, plângând, În liră-mi geme și suspin-un cânt, Ce șoptești atât de tainic, Zadarnic șterge vremea, Venin și farmec, Gelozie și multe altele. Până la urmă Eminescu reușește să se desprindă din vraja ei și scrie în poezia M-ai chinuit atâta cu vorbe de iubire:

„Cum mulțămesc eu soartei că am scăpat de tine,

Făr-a comite, Doamnă, păcatul moștenit.

Azi iarăși mă văd singur și fericit și bine!”

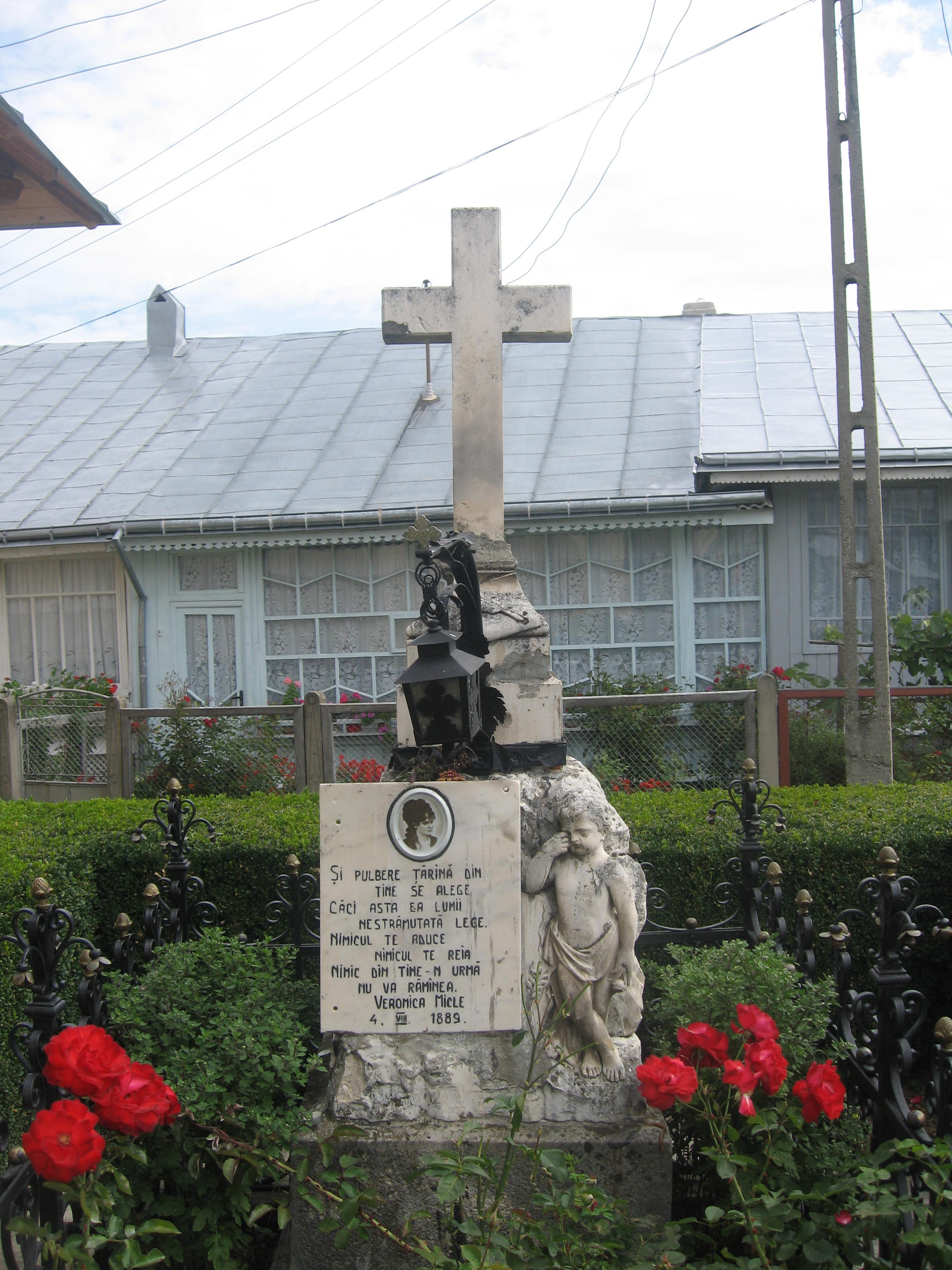
Mormântul Veronicăi Micle la Văratec în 2009.

Veronica preia din nou ințiativa și reușește să îl înlănțuie folosind ceea ce până atunci îi refuzase: „păcatul moștenit”. Dovada este scrisoarea de dragoste din 30 august 1876 pe care Eminescu o încheie astfel: „De aceea sărut mâinile fără mănuși, ochii fără ochelari, fruntea fără pălărie și picioarele fără ciorapi și te rog să nu mă uiți, mai cu seamă când dormi.” În comentariile la această scrisoare Perpessicius observă că scrisoarea este ruptă la colțul unde apare anul în care a fost scrisă, iar pe spatele scrisorii Veronica îl corectează ulterior cu anul 1879. Această încercare evidentă de postdatare este o dovadă că Veronica avea ceva de ascuns, și anume faptul că legătura lor a devenit intimă înainte de moartea lui Ștefan Micle. Anul real este cu siguranță 1876 pentru că atunci în poeziile lui Eminescu se produce o schimbare radicală. Dacă poeziile de până atunci erau pline de revoltă și nemulțumire, din acest moment ele încep să exprime fericirea unei iubiri împărtășite. Între poeziile scrise după august 1876 sunt câteva în care Eminescu afirmă explicit că schimbarea s-a produs la inițiativa Veronicăi. De exemplu, în poezia Ah, cerut-am de la zodii sau în O stradă prea îngustă. Urmează o perioadă în care în manuscrise apar poezii care exprimă fericirea pe care i-a dăruit-o Veronica: Dormi! , Cărțile, Tu mă privești cu marii ochi sau Terține.
Cu timpul pasiunea lui Eminescu se mai domolește. El hotărăște să se mute la București în octombrie 1877. Scrisoarea pe care i-o trimite Veronica imediat după aceea conține explicațiile pentru comportarea ei de până atunci.

„Nu-i așa că indiferența mea ți-a rupt inima, inimă plină de mine, dar îl iau pe Dumnezeu ca martor că nu era o indiferență reală; această răceală simulată nu era decât o contrabalansare la dragostea ta imensă pe care o afișai fără încetare; privirea ta, vorba ta, în sfârșit, toată persoana ta în prezența mea nu era decât dragoste, tu erai atât de puțin stăpân pe tine însuți, încât chiar și persoana cea mai proastă știa că ești îndrăgostit de mine; deci nu trebuia ca eu să dau o dezmințire și să ascund față de ochii scrutători reciprocitatea unui iubiri atât de mari?”

Ea îi declară cu sinceritate că motivul pentru care nu a vrut să facă cunoscută legătura lor este evitarea divorțului, pensia pe care o aștepta după moartea soțului ei fiind o compensație pentru copilăria ei sacrificată (se căsătorise la 14 ani). Veronica adaugă că nu vrea să devină o povară pentru Eminescu, fiind sigură că grijile materiale le-ar distruge dragostea.

### Prima „logodnă”
După moartea lui Ștefan Micle legătura dintre cei doi se reia printr-o scrisoare de condoleanțe din partea lui Eminescu. Lunile septembrie și octombrie le petrec împreună într-un fel de lună de miere. În perioada următoare, din noiembrie 1879 până în aprilie 1880 ei încearcă să-și întemeieze un cămin, fără să reușească. În această nereușită un rol important l-a avut lipsa mijloacelor materiale cu care să poată să-și asigure un trai decent.
Reproșul cel mai frecvent care apare în scrisorile Veronicăi către Eminescu este că îi scria prea puțin și prea rar: „tăcerea ta mă omoară” (23 octombrie 1879); „tu-mi scrii așa de puțin încât abia o deschid și o și sfârșesc de citit” (12 decembrie 1879); „mă hotărâsem a nu-ți mai scrie, pentru a nu te provoca la răspunsuri care mi se pare că ți le storc cum ai stoarce apă din piatră”; „îndărătnica-ți tăcere mi-a zdrobit sufletul” (3 ianuarie 1880).
Un alt reproș pe care i-l face frecvent lui Eminescu este că nu venea la Iași să o viziteze. După „luna de miere” Eminescu a mai fost la Iași în noiembrie la serbarea anuală a Junimii și apoi a fost ea la București să-l vadă. Sărbătorile din decembrie 1879 el le petrece în București, pentru că era bolnav și obosit, după cum îi scrie Veronicăi. Numai în februarie 1880 mai face un drum la Iași pentru a o îmbuna pe Veronica după ce ea îl anunțase că vrea să se despartă. După entuziasmul inițial, lui Eminescu îi era din ce în ce mai greu să țină pasul cu cerințele ei. Veronica se răzbuna scriindu-i scrisori scurte „ca să nu-l obosească” (13 ianuarie 1880), vorbindu-i despre curtezanii ei (14 ianuarie 1880) sau anunțându-l că îi venise gustul cochetăriei (8 martie și 12 martie 1880). Ea știa cât de gelos putea să fie Eminescu și într-adevăr el reacționa imediat prin scrisori furibunde. În sfârșit, măsura represivă extremă era amenințarea cu ruperea legăturii și cererea ca Eminescu să-i înapoieze toate scrisorile. Au existat trei astfel de încercări de ruptură (în jurul datelor de 28 decembrie 1879, 30 ianuarie și 19 februarie 1880) pe care Eminescu a reușit să le rezolve; primele două prin scrisori, iar ultima printr-o călătorie la Iași.
Pentru a da un exemplu despre felul în care reacționa Veronica atunci când se considera neglijată și hotăra să se despartă, reproducem un pasaj din scrisoarea ei din 19 februarie 1880.

„D-le Eminescu, să nu ți se pară amară scrisoarea mea, e departe de-a reflecta ura, regretul, mustrarea de cuget, groaza de care mă simt cuprinsă, numai când gândesc la sumedeniile de minciuni pe care ai avut curajul de a mi le debita, la iezuitica ipocrizie, la intențiunea bine meditată și bine premeditată cu care m-ai făcut (abuzând de încrederea mea) să devin o groază pentru toată lumea, căci m-ai făcut ca fără rușine să afișez relația mea cu D-ta și multe altele pe care de mai ai puțină conștiință trebuie să te îngrozești când îți vei aduce aminte de ele, și care îți mai repet nu le-ai făcut decât cu scopul să-ți bați joc de mine și din cât eram de nenorocită să mă faci astfel încât să-mi vie nebuneală.”

Ea spune că încă din decembrie a înțeles planul lui de a face să fie disprețuită de oameni. Acum îl declară liber de orice obligație, îndepărtându-i astfel „din cap acel nor care-ți îngreuna mintea și-ți încurca întrucâtva deprinderile de mai-nainte” astfel încât acum îi urează „succes fizic și moral” în viața lui de holtei. Și pentru a oficializa despărțirea îi cere, ca pe o datorie de onoare, să-i înapoieze toate scrisorile și fotografia pe care i-o dăruise. Ea se consideră complet nevinovată pentru că „eu am fost sinceră cu D-ta încât nici un cuvânt al meu n-a fost minciună”. La aceste acuzații Veronica mai adaugă că el este „sub orice critică” și că singura lui calitate este inteligența pe care dacă „printr-o fericită împrejurare” ar pierde-o ar ajunge o persoană fără nici o valoare.
La această scrisoare înveninată Eminescu răspunde în glumă și se duce repede la Iași, reușind astfel să mai amâne cu două luni deznodământul. Atunci când răspunde în scris la acuzațiile și reproșurile repetate ale Veronicăi întotdeauna îi explică cu multă răbdare că este bolnav și obosit. De exemplu în scrisoarea din 4 februarie 1880 încearcă să o împace pe Veronica dându-i dreptate și recunoscând ca este vinovat că nu reușește să păstreze singura fericire de care a avut parte în viață.

„Știu prea bine că nu sunt vrednic de Dta; te-am rugat de atâtea ori să ierți dac-am îndrăznit să arunc asupra vieții D-tale umbra aceasta nefericită și tot de atâtea ori ai avut bunăvoința de a-mi trece cu vederea acea evidentă slăbiciune de caracter, acea lipsă de acțiune care e cauza tuturor relelor mele. … Pentru Dta va fi, fără îndoială, mai bine de-a lepăda departe această sarcină, pe acest om care nu poate nimic, nu vrea nimic, pe acest om care numai ți-ar mânca zilele cu propria lui neputință și lașitate. Neavând curajul vieții, neavând o rază de senin în suflet, am îndrăznit cu toate astea a te iubi, am avut lipsa de cuget de-a te compromite în ochii oamenilor, am pus dorința
 de-a fi a mea peste orice considerații și peste orice cuvinte de cruțare aș fi avut; mă sperii eu însumi de răutatea cu care te-am tratat.”

La primirea unor scrisori ca aceasta Veronica se lăsa înduplecată pentru câteva zile, pentru ca apoi, la primul gest care nu îi convenea, să reacționeze violent luând în râs explicațiile lui Eminescu. De exemplu, în 30 ianuarie 1880 îi scrie că ea, fiind prea grosolană „pentru ca să pot înțelege gingășia amorului, poetica atențiune ce d-ta îmi acorzi mie”, hotărăște să renunțe la legătura lor.
La sfârșitul lui martie îi cere să-i spună clar ce are de gând în legătură cu viitorul lor. După o săptămână de frământări, el îi răspunde în 4 aprilie că unirea lor oficială poate să aibă loc numai după ce va avea „o poziție cât de cât asigurată”. Veronica îi răspunde la rândul ei că numai el este de vină pentru starea în care se află și care „desigur că îți place mult”. Acum intervine ruptura care se amânase câteva luni de zile.

### A doua „logodnă”
Separarea lor durează până în decembrie 1881. Din această perioadă s-au păstrat câteva scrisori disparate, majoritatea expediate de Veronica. Eminescu îi răspundea rar, cu aceeași eleganță, dar încercând să evite reluarea legăturii. Unele dintre scrisorile Veronicăi, mai ales cele din 1880, sunt pline de amenințări și de reproșuri, chiar mai exagerate ca până atunci. În altele îi face declarații de dragoste și încearcă să obțină de la el un semn cât de mic de atenție.
Într-o scrisoare nedatată, dar care este foarte probabil din a doua jumătate a anului 1880, Veronica începe prin a-l amenința pe Eminescu că se va răzbuna pentru că el, în mod deliberat, în înțelegere cu Mite Kremnitz și Maiorescu, a făcut-o „de râsul și disprețul lumii”. Răzbunarea ei va consta în publicarea unei descrieri a Junimii sub titlul Haremul lui Jupiter sau Misterele unui cerc literar pe care i-a făcut-o chiar Eminescu. Iar dacă va fi dată în judecată pentru calomnie ea deține două scrisori de la el care confirmă faptul că Eminescu i-a făcut destăinuiri pe acest subiect. Este adevărat că Veronica nu a publicat nimic din destăinuirile lui Eminescu, dar a spus tuturor cunoscuților tot ce știa. O mărturie a felului în care a acționat o avem în scrisoarea din 8 decembrie 1880 pe care a trimis-o lui B. P. Hasdeu. Îi scrie pentru ca să-l roage să intervină în favoarea aprobării pensiei de pe urma soțului ei, dar în prima parte a scrisorii se plânge că este deznădăjduită pentru că Maiorescu l-a convins pe Eminescu să renunțe la căsătoria proiectată.
La finele lunii decembrie 1881 ea se duce la București unde se întâlnește cu Eminescu și reușește să-i redeștepte iubirea. Ea îi stârnește gelozia față de Caragiale cu care avusese între timp o legătură intimă. Îl implică pe Eminescu în recuperarea scrisorilor trimise lui Caragiale, îi cere sfatul și îi povestește amănunte de fiecare dată când are de-a face cu Caragiale. Eminescu reacționează cu o violență extremă. După cum relatează el însuși în scrisoarea din 28 decembrie și după cum confirmă și însemnările lui Maiorescu, Eminescu l-a bruscat pe Caragiale când s-au întâlnit cu ocazia Crăciunului la Maiorescu acasă. În cele din urmă Eminescu consideră că nu Veronica este vinovată în povestea cu Caragiale, ci totul nu este decât o consecință a greșelilor lui pe care încearcă să le îndrepte.
Această perioadă de apropiere între cei doi este foarte asemănătoare cu cea anterioară. Veronica a manifestat de data asta mai multă reținere în a-l amenința cu despărțirea, dar în rest a continuat să îl chinuiască pe Eminescu cu toanele și pretențiile ei. Într-o scrisoare din 28 martie 1882 recunoaște chiar ea că în felul acesta încerca să-l țină lângă ea. Despărțirea se produce din aceleași motive ca și cea anterioară în cursul lunii august 1882.

## In memoriam

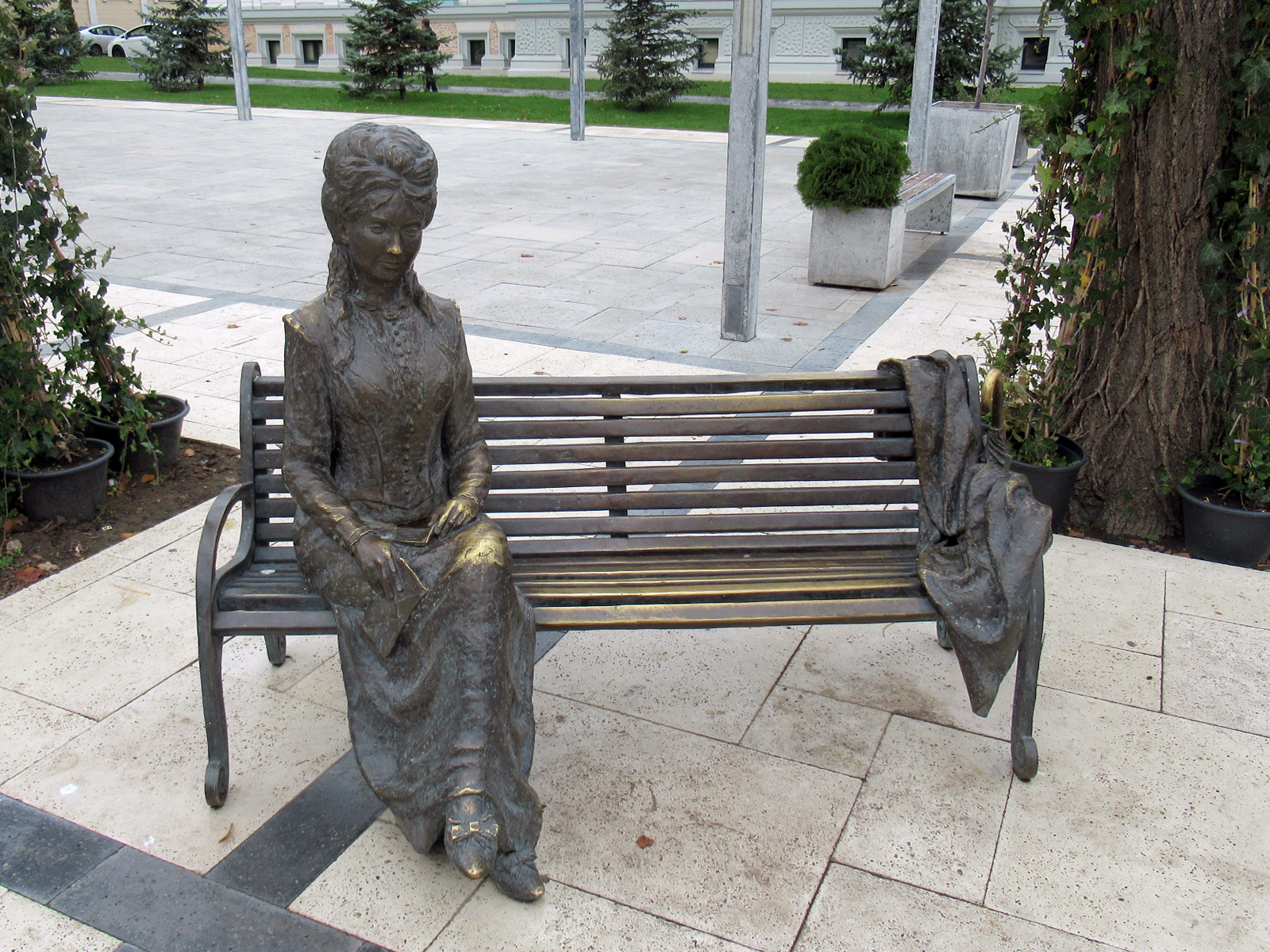
Monumentul Veronicăi Micle din Chișinău

Sculptorul moldovean Veaceslav Jiglițchi a realizat în 2021 sculptura Veronicăi Micle din Chișinău, amplasată în scuarul Teatrului Național „Mihai Eminescu”.